# Alois Grimm
 (octobre 2014).
Pour les articles homonymes, voir Grimm.
Alois Grimm, né le 24 octobre 1886 à Külsheim en grand-duché de Bade et mort le 11 septembre 1944 à la prison de Brandebourg, est un jésuite allemand qui fut opposant au national-socialisme et condamné à mort par pendaison.

## Biographie
Alois Grimm fait ses études en vue de la prêtrise chez les jésuites des Pays-Bas, la Compagnie de Jésus étant interdite en Allemagne. Il entre à la Compagnie en 1907. Ses études de théologie et de philosophie sont interrompues par la Première Guerre mondiale qu'il passe en tant qu'infirmier militaire dans un hôpital de guerre. Il est ordonné en 1920. Il est envoyé à Florence en 1921, pour s'occuper de la communauté catholique de langue allemande. De 1922 à 1926, il approfondit ses connaissances en grec et en latin, en germanistique et en histoire à Vienne et à l'université de Heidelberg.
Il devient professeur au fameux collège Stella Matutina en Autriche en 1926, puis déménage avec le collège au nouveau collège Saint-Blaise en Forêt-Noire, à partir de 1934.
Alois Grimm poursuit parallèlement ses travaux de patrologie et la rédaction de ses textes critiques à propos de l'Ambrosiaster, pour le Corpus Scriptorum Ecclesiasticorum Latinorum, publié à Vienne. L'Ambrosiaster est un commentaire latin du IVe siècle à propos des textes de saint Paul.
Il s'oppose également dès le départ à la politique et à l'idéologie du Troisième Reich. Un laïc qui enseigne au collège Saint-Blaise et qui s'était inscrit au NSDAP le dénonce et remarque « qu'il parle en termes insultants de notre nouvelle idéologie et [...] espère que nous le ferons taire pour longtemps, ou mieux à jamais ». L'hostilité des nazis envers l'Église et en particulier envers la Compagnie de Jésus provoque la fermeture du collège Saint-Blaise en 1939. Il est donc envoyé à Tisis en Autriche en paroisse et comme professeur de latin au noviciat.
En 1943, un soldat engagé dans la SS prend contact avec lui pour se convertir au catholicisme. Le père Grimm pourvoit à son instruction religieuse et le convertit ainsi que sa femme et son enfant, qu'il baptise. Ces faits à l'époque sont contraires à la loi. Le soldat lui fait connaître également un ami qui déclare vouloir aussi se convertir. En octobre 1943, la Gestapo vient arrêter le père Grimm au presbytère sur dénonciation de l'ami du soldat converti, qui en fait est un espion de la Gestapo. Il est interrogé à la prison d'Innsbruck.
Après plusieurs semaines d'interrogatoire et de mauvais traitements, Alois Grimm est transféré à Berlin où il subit des séances de torture. Son procès se tient devant le Volksgerichtshof à l'été 1944 où il subit l'hystérie de Roland Freisler. Le père Grimm est démis le 12 août 1944 de ses droits civiques et condamné à mort damnatio memoriæ, pour avoir voulu « affaiblir l'esprit combatif de l'armée allemande ». Il est pendu pour trahison et défaitisme à la prison de Brandebourg, le 11 septembre 1944.
Alois Grimm écrit à ses proches avant de mourir : « L'heure est venue pour moi d'entrer dans l'éternité. Dans quelques heures, je me tiendrai devant mon Juge, mon Rédempteur et mon Père. Que la volonté de Dieu soit faite partout. Ne pleurez pas sur moi, je retourne à la Maison, vous devez attendre. Je donne ma vie pour le Royaume de Dieu — qui est infini — pour la Compagnie de Jésus, pour la jeunesse et la religion de notre pays natal. »
Cinq ans après son exécution, les cendres du père Grimm sont enterrées au collège Saint-Blaise. Plusieurs établissements d'enseignement portent son nom en Allemagne.

## Source
- (de) Cet article est partiellement ou en totalité issu de l’article de Wikipédia en allemand intitulé « Alois Grimm » (voir la liste des auteurs).